# Арним, Генрих Александр фон
Генрих Александр фон Арним (нем. Heinrich Alexander von Arnim; 1798—1861) — прусский дипломат и государственный деятель, министр иностранных дел Пруссии; барон. Арним был весьма уважаемым лидером старопрусской конституционной партии, высоко ценившей его за мужество, опытность и красноречие.

## Биография
Генрих Александр фон Арним происходил из дворянского рода Арнимов и был младшим из 11 братьев и сестёр. В пятнадцатилетнем возрасте окончил престижное учебное заведение для мальчиков в Галле, поступил на службу в конный ландвер и вместе с пятью братьями принимал участие в освободительной войне, а затем с 1818 года продолжил образование в Берлин.
С 1820 года поступил на государственную службу, сначала в качестве атташе при посольстве в Швейцарии, потом работал секретарём посольства в Мюнхене, Копенгагене и Неаполе. В последнем городе он был назначен доверенным в делах и в 1829 году переведен в Дармштадт, где обратил особенное внимание на развитие таможенного союза.
30 августа 1841 года Генрих Александр фон Арним получил дворянский титул — барон.
В 1840 году Арним был назначен королём Пруссии Фридрихом Вильгельмом IV послом в столицу Бельгии город Брюссель, где его дипломатическая деятельность ознаменовалась заключением прусско-бельгийского торгового трактата 1844 года. В своей брошюре под заглавием «Mein Handelspolit. Testament» (Берлин, 1844) он выступил сторонником свободной торговли.
В 1846 году фон Арним переведён на ту же должность в город Париж, откуда возвратился в Берлин в 1848 году (вскоре после Февральской революции во Франции и падения Июльской монархии) и старался проводить между приближенными короля тенденции в направлении национально-либеральной политики.
21 марта 1848 года им был написан немаловажный для немецкого дела манифест, и в тот же день он вступил в качестве министра иностранных дел в министерство, составленное его двоюродным братом первым премьер-министром Пруссии графом Адольфом Генрихом фон Арним-Бойценбургом, который до этого сам занимал эту должность. Однако, уже в том же году Арним вышел из кабинета вследствие господствовавшего в национальном собрании демократического духа, с которым он не мог примириться.
После этого, удалившись от дел и прожив некоторое время в уединении, в Франкфурте-на-Майне и Нойвиде, Арним издал две брошюры: «Frankfurt und Berlin» (Франкфурт-на-Майне, 1848) и другую, «Ueber die Mediatisationsfrage» (Ф-н-М, 1849).
Весной 1849 года Генрих Александр фон Арним был выбран в верхнюю палату, где присоединился к немецко-конституционной партии и в 1849—1861 годах активно боролся против реакционной политики министерства Мантейфеля. Своими публикациями «Zur Politik der Epigonen in Preussen» (Берлин, 1850) и «Zur Politik der Contrarevolution in Preussen» (Берлин, 1851) он навлек на себя такую ненависть феодальной партии, что в 1852 году был по её ходатайству привлечен к суду за искажение фактов и оскорбление и был приговорен к денежному штрафу.
С тех пор он удалился с политической арены, хотя после падения Мантейфеля был опять выбран в депутаты ландтага одним берлинским округом, но ранее, чем успел получить свои полномочия, скончался 5 января 1861 года в городе Дюссельдорфе.